# Юрисконсульт
Юрисконсульт (лат. juris-consultus — правознавець, юридичний радник) — штатний працівник
юридичної особи, що забезпечує дотримання законодавства, як організацією, так і по відношенню до організації з боку інших учасників правовідносин.
Серед осіб, що об'єднуються поняттям «юрист», юрисконсульт займає особливе місце. Більшість юристів працює юрисконсультами в державних і приватних організаціях. Найбільш близька до роботи юрисконсульта діяльність адвокатів.

## Історія
Інститут юрисконсульта виник в римському праві на початку імперії за часів правління Октавіана Августа. У Стародавньому Римі юрисконсульти були експертами з законодавства. Думки юрисконсультів у формі судової практики за часів імператора Августа були обов'язковими для судів, на відміну від сьогодення.
Як відзначав російський юрист та історик права Є. В. Васьковський «… першими юристами в Римі були патрони. В особі їх поєднувалися дві професії: юрисконсультів і адвокатів».
У сучасному вигляді інститут юрисконсультів сформувався на початку XX століття. За визначенням Малого енциклопедичного словника Брокгауза і Ефрона юрисконсульти це юристи при державних і громадських установах та приватних підприємствах, що дають свої висновки з приватно-правових питань, які виникають у діловодстві цих установ, і виступають на суді як повірені.